# Euphorbia perennans
Euphorbia perennans är en törelväxtart som först beskrevs av Lloyd Herbert Shinners, och fick sitt nu gällande namn av Barton Holland Warnock och Marshall Conring Johnston. Euphorbia perennans ingår i släktet törlar, och familjen törelväxter. Inga underarter finns listade i Catalogue of Life.